# Госселекстанция
Госселекстанция — посёлок в Камышинском районе Волгоградской области, административный центр  Белогорского сельского поселения.
Население - 883 чел. (2010)

## История
Посёлок основан на месте Камышинского опытного поля, решение о создании которого было принято в 1904 году, а на следующий, 1905 год были заложены первые земледельческие опыты. В начале своего существования на опытном поле работники и научный персонал проживали исключительно во время полевого сезона. Но по мере расширения тематики и начале работ по селекции, появилась надобность в круглогодичных исследованиях. Точная дата превращения опытного поля в посёлок неизвестна. Имеются документальные данные, что круглогодичные непрерывные наблюдения за погодой велись начиная с 1922 года.
На карте РККА 1941 года на месте посёлка обозначена государственная селекционная станция. Посёлок Госселекстанция значится в Списке населенных пунктов Сталинградской области на 01 апреля 1945 года.

## Физико-географическая характеристика
Посёлок находится в сухостепной зоне, в пределах Приволжской возвышенности, являющейся частью Восточно-Европейской равнины, при вершине  оврага Лобачёв (бассейн реки Иловли), на высоте 150-170 метров над уровнем моря. Общий уклон местности с юга на север и с запада на восток. Почвы - каштановые солонцеватые и солончаковые.
Автомобильными дорогами посёлок связан с федеральной автодорогой Р228 и региональной автодорогой Камышин - Иловля. По автомобильным дорогам расстояние до района центра города Камышин - 25 км, до областного центра города Волгоград - 180 км.
Климат
Климат умеренный континентальный (согласно классификации климатов Кёппена - Dfa).
В таблице представлены основные метеорологические показатели за последние 30 лет (1990-2019 гг.)
|                        | январь | февраль | март | апрель | май  | июнь | июль | август | сентябрь | октябрь | ноябрь | декабрь | год |
| Температура воздуха, С | -7,6   | -7,3    | -1,1 | 9,3    | 17,0 | 21,5 | 23,6 | 22,1   | 15,2     | 7,6     | -0,4   | -5,5    | 7,9 |
| Осадки, мм             | 29     | 26      | 27   | 29     | 43   | 30   | 35   | 19     | 35       | 33      | 29     | 32      | 367 |

Часовой пояс
Госселекстанция, как и вся Волгоградская область, находится в часовой зоне МСК (московское время). Смещение применяемого времени относительно UTC составляет +3:00.

## Население
Динамика численности населения
| 1987  | 2002 |
| ----- | ---- |
| ≈ 700 | 948  |

| 2010 |
| ---- |
| 883  |